# Allosaurus fragilis
Allosaurus fragilis (gr. "lagarto extraño fragil") es una especie y tipo del género Allosaurus de dinosaurio terópodo alosáurido, que vivió a finales del período Jurásico, 155,7 y 150,8 millones de años, en el Kimmeridgiense y el Titoniense, en lo que hoy es Norteamérica.  En 1869 los nativos de Middle Park, cerca de Granby, Colorado, hallaron una vértebra caudal incompleta, que fue entregada al geólogo Ferdinand Vandiveer Hayden, quien pensó que era la pezuña fosilizada de un caballo prehistórico. En 1870, el paleontólogo Joseph Leidy la estudió debidamente y asignó la vértebra al género Poekilopleuron como Poicilopleuron [sic] valens, pero al notar la diferencia que esta vértebra tenía con las demás halladas hasta el momento, Leidy propuso que el fósil pertenecía a un nuevo género, al cual lo nombró Antrodemus, sin embargo no fue un género formalmente descrito. Fue ya en 1877 que el célebre paleontólogo Othniel Charles Marsh le dio el nombre formal de Allosaurus al género, y A. fragilis a la especie tipo, basado en un material mucho mejor, incluyendo un esqueleto parcial, descubiertos en Garden Park, al norte de Canyon City, Colorado. Marsh y Edward Drinker Cope, en su competencia científica conocida como la Guerra de los Huesos, acuñaron varios géneros distintos basados en escaso material similar que posteriormente fueron colocados dentro de la taxonomía de Allosaurus. Estos incluyen los Creosaurus y Labrosaurus ambos por O. C. Marsh y Epanterias de E. D. Cope. Allosaurus está basado en el holotipo YPM 1930, una pequeña colección de huesos que incluyen tres vértebras, fragmentos de costilla, un diente, un hueso del pie, a y lo más usado en posteriores discusiones, el eje del húmero derecho.
La multiplicidad de nombres tempranos ha complicado estudios posteriores, con la situación aún más complicada por las descripciones concisas que proporcionaron Marsh y Cope. Durante mucho tiempo autores como Samuel Wendell Williston sugirieron que existían muchos nombres para el mismo animal. Por ejemplo, Williston apunta que en 1901 que Marsh nunca distinguió adecuadamente Allosaurus de Creosaurus. La tentativa temprana más influyente de arreglar la situación fue producida por Charles W. Gilmore en 1920. Él llegó a la conclusión que la vértebra de la cola de Antrodemus descrita por Leidy era indistinguible de las de Allosaurus, y así Antrodemus debe ser el nombre preferido porque como el más viejo nombre tenía prioridad. Antrodemus se convirtió el nombre aceptado para este género por más de cincuenta años, hasta que James Madsen publicara los especímenes de Cleveland-Lloyd y concluyó que Allosaurus se debe utilizar ya que Antrodemus fue basado en el material con pobres características de diagnóstico y la pobre información del lugar de procedencia, por ejemplo, formación geológica de Antrodemus es desconocida.